# Betty Harris
Betty Harris est une chanteuse de musique soul américaine née en 1941 à Orlando, Floride.

## Biographie
Issue d'une famille religieuse, elle quitte la maison à l'âge de 17 ans pour tenter sa chance dans le monde de la chanson en Californie. En 1960, elle enregistre Taking Care of Business. Puis elle part pour New York où elle rencontre Bert Berns qui, séduit, lui fait enregistrer la chanson Cry to Me qui devient un succès, surpassant même l'original de Solomon Burke. Plus tard, elle travaillera également avec le producteur Allen Toussaint.
Après avoir enregistré de nombreux tubes, elle met fin à sa carrière en 1970. Elle se consacre alors à sa famille, même si elle continue à chanter au sein d'une chorale d'église et donne des cours de chant.
En 2001, sa fille prend conscience de la popularité de Betty, et l'encourage à prendre contact avec ses fans en s'inscrivant à une liste de diffusion sur la soul music. À partir de 2005, elle se produit à nouveau occasionnellement sur scène, après une absence de plus de trente ans.

## Discographie

### Singles
- Taking Care of Business / Yesterday's Kisses (1960)
- Cry to Me / I'll Be a Liar (1963)
- His Kiss / It's Dark Outside (1963)
- I'm  Evil Tonight / What a Sad Feeling (1965)
- Nearer to You / I'm Evil Tonight (1967)

### Albums
- Soul Perfection (1969)
- In The Saddle (1980)